# Franciscaner kloosterkerk Petrus en Paulus (Angermünde)
De voormalige kloosterkerk Petrus en Paulus is de kerk van het in 1543 geseculariseerde klooster in Angermünde. Het gebouw in stijl van de baksteengotiek dient sinds 1997 na de restauratie als ruimte voor tentoonstellingen en manifestaties.

## Geschiedenis

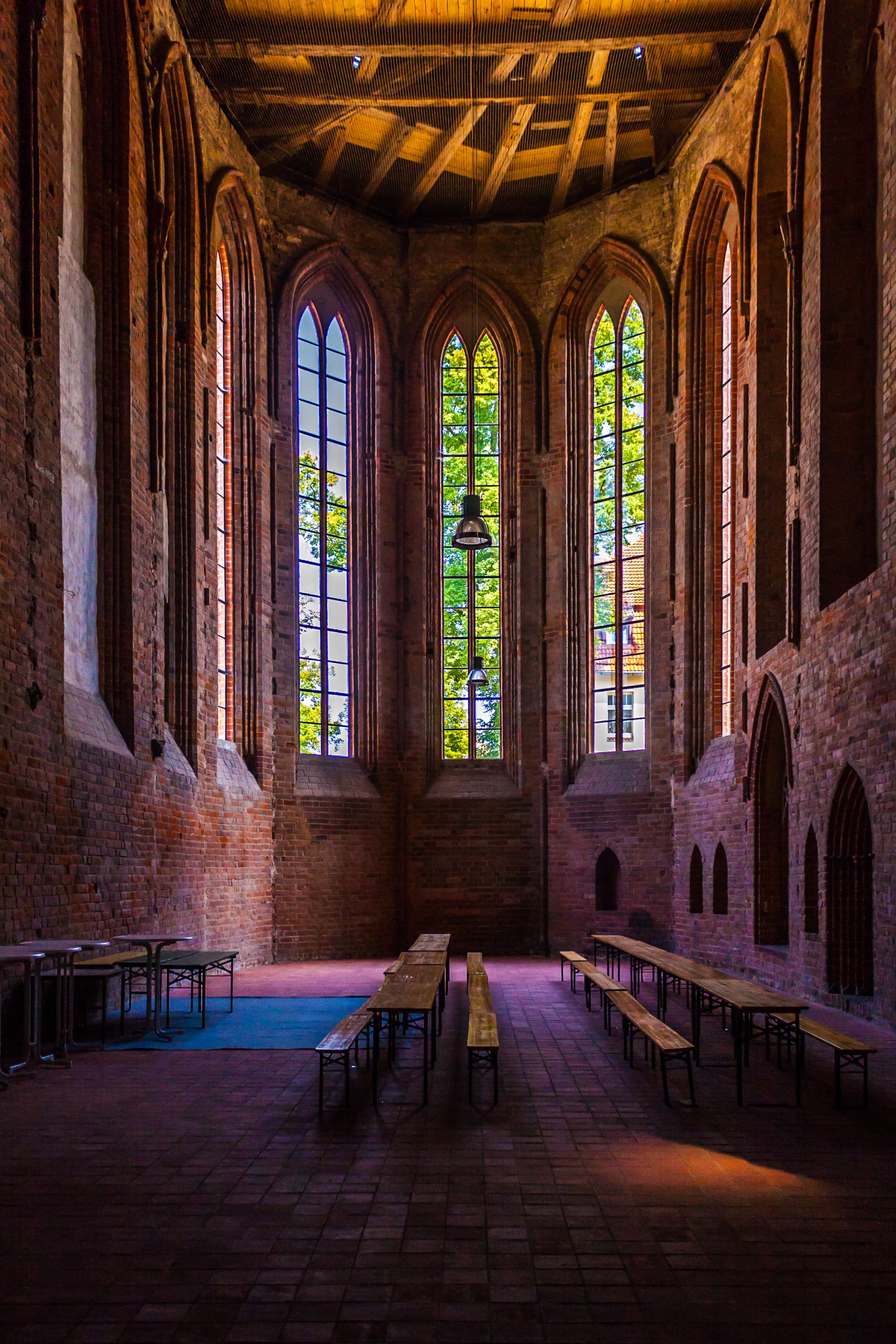
Koor

Het klooster werd in de tweede helft van de 13e eeuw gebouwd en voor het eerst in 1299 genoemd. De kerk bestaat uit een hoofdschip met koor. Het hout van het nooit verwoeste dak wordt dendrochronologisch gedateerd op circa 1440, hetgeen wijst op een bouw van de kerk in het begin van de 15e eeuw. Aan de zuidkant is een zijschip aangebouwd, dat zich zuidelijk van het koor als sacristie voortzet. Het kerkschip en het koor worden binnen door een doksaal van elkaar gescheiden.
Met de intrede van de reformatie raakten het klooster en de kerk in verval. Na de komst van hugenoten in de Uckermark werd de kerk voor de eredienst hersteld en van 1699 tot 1788 als hervormde kerk in gebruik genomen.
Vanaf 1725 diende het koor als opslagplaats. Het aansluitend zuidelijk gelegen klooster werd samen met twee kruisgangen in 1767 gesloopt. De afbraak van de gewelven in de kerk volgde in 1825. Later in de 19e eeuw begonnen de herstelwerkzaamheden. Ook in de tijd van het nationaalsocialisme vonden er nog restauratiewerkzaamheden plaats. Na die Wende kreeg de oude kloosterkerk de herbestemming van tentoonstellingshal.